# Качурка азорська
Качурка азорська (Hydrobates monteiroi) — вид морських буревісникоподібних птахів родини качуркових (Hydrobatidae). В деяких систематиках вважається підвидом качурки мадерійської (Oceanodroma castro).

## Поширення
Ендемік Азорських островів. Гніздиться на трьох острівцях (Прая, Байшо і Балея), що лежать біля острова Грасіоза, та двох дуже дрібних острівцях біля острова Флореш. Загальна чисельність популяції оцінюється у 300-380 гніздових пар.